# Anolis porcus
Anolis porcus este o specie de șopârle din genul Anolis, familia Polychrotidae, descrisă de Cope 1864. Conform Catalogue of Life specia Anolis porcus nu are subspecii cunoscute.